# Francisco Javier de Cienfuegos y Jovellanos
Francisco Javier de Cienfuegos y Jovellanos (ur. 12 marca 1766 w Oviedo, zm. 21 czerwca 1847 w Alicante) – hiszpański kardynał.

## Życiorys
Urodził się 12 marca 1796 roku w Oviedo, jako syn Baltasara Gonzáleza de Cienfuegosa y Caso Maldonado i Benity Antonii Josefy de Jovellanos y Ramírez de Jove. Studiował na Uniwersytecie w Sewilli, gdzie uzyskał doktorat z prawa. 4 czerwca 1819 roku został biskupem Kadyksu, a 22 sierpnia przyjął sakrę. W 1824 roku został arcybiskupem Sewilli. 13 marca 1826 roku został kreowany kardynałem prezbiterem i otrzymał kościół tytularny Santa Maria del Popolo. Po wybuchu I wojny karlistowskiej, stosunki pomiędzy Hiszpanią a Stolicą Piotrową uległy pogorszeniu i kardynał został zesłany do Alicante. W 1844 roku został przywrócony, lecz nie powrócił już do Sewilli, ze względu na słaby stan zdrowia. Zmarł 21 czerwca 1847 roku w Alicante.